# Sea Level
Sea Level est un groupe de rock américain, originaire de Macon, dans l'État de Géorgie, actif entre 1976 et 1980. Héritier du Allman Brothers Band, le groupe sort cinq albums studio incorporant des éléments de funk, blues et de musique latine entre 1977 et 1980.

## Histoire
Sea Level se développe alors que les tensions augmentent entre Gregg Allman et d'autres membres, entraînant la perte de deux des membres fondateurs d'ABB. Après la séparation de l'Allman Brothers Band, lorsque Gregg Allman et Dickey Betts partent, les membres restants de Sea Level sont surnommés « We Three ». Ils comprennent le bassiste Lamar Williams, le batteur Jaimoe et le pianiste Chuck Leavell. Le groupe tire son nom du jeu de mots phonétique à partir du nom de leur nouveau leader Chuck Leavell : « C. Leavell ».
Le trio effectue occasionnellement des concerts pour le groupe en 1975 et 1976. Le trio accueille le guitariste Jimmy Nalls. Ils font plusieurs tournées, expérimentant et affinant leur son, signant finalement avec Capricorn Records (maison des Allman Brothers) et enregistrent leur premier album éponyme en 1977.
Le groupe se sépare finalement en 1981, après avoir enregistré cinq albums

## Discographie
- 1977 : Sea Level (Capricorn)
- 1977 : Cats on the Coast (Capricorn)
- 1978 : On the Edge (Capricorn)
- 1979 : Long Walk on a Short Pier (Capricorn)
- 1980 : Ball Room (Arista)
- 1990 : Best of Sea Level (Polydor)
- 1997 : Best of Sea Level (Capricorn)